# Роль-Танги, Анри
Анри Роль-Танги (фр. Henri Rol-Tanguy, настоящая фамилия Танги; 12 июня 1908, Морле, Бретань — 8 сентября 2002) — французский коммунист и один из руководителей французского движения Сопротивления во время Второй мировой войны. После его смерти The New York Times назвала его «одним из самых титулованных героев французского Сопротивления».

## Биография

### До войны. Рабочий активист и доброволец интербригад
Анри Танги родился в семье моряка. В 1923 году в 14-летнем возрасте переехал в Париж, чтобы поступить на литейное производство. В 1925 году он присоединился к комсомолу и в итоге занял там должность секретаря. Увлечённый велоспортом, он вступил в Международный спортивный клуб и занял первое место среди новичков на гонке Париж-Шони. Он прошёл военную службу в 1929 году в 8-м полку зуавов в Оране (Алжир). 
В начале 1930-х годов Танги устроился на работу на фабрику Бреге и благодаря курсам повышения квалификации стал слесарем, изготовителем медных котлов, трубомонтажником, сварщиком. Он также стал участвовать в профсоюзном движении, был активистом местного профсоюза металлистов в составе Унитарной Всеобщей конфедерации труда и в 1934 году был избран в его исполнительный совет. Уволенный в 1935 году после забастовки, он впредь находил работу только в небольших компаниях. В октябре 1936 года стал секретарём профсоюза металлистов Всеобщей конфедерации труда в парижском регионе.
С началом гражданской войны в Испании Танги в 1936 году возглавил кампанию солидарности с испанскими республиканцами, а в 1937 году сам вступил в интернациональные бригады, чтобы сражаться за Испанскую Республику. Он был политическим комиссаром батальона Андре Марти (состоявшего из французских и бельгийских добровольцев), который входил в состав XIV Интернациональной бригады. Возглавил батальон имени Парижской коммуны после разгрома при Кампредо. Как непосредственный участник военных действий был ранен в битве на Эбро 18 июня 1938 года. В конце 1938 года он вернулся во Францию, где женился на Сесиль Ле Биан, также коммунистической активистке.

### Вторая мировая война. Партизанский лидер
В начале Второй мировой войны в сентябре 1939 года Танги был призван во французскую армию в колониальный пехотный полк в Лотарингии. Принимал участие в боях 28-го смешанного сенегальского пехотного полка с 5 по 24 июня 1940 года. После капитуляции Франции он ушёл в подполье вместе со своей женой Сесиль Ле Биан. Французская коммунистическая партия (ФКП) возложила на него ответственность за южный сектор Парижа и его пригороды, откуда он организовывал диверсии против оккупационных войск. 
Он вместе с Раймоном Лоссераном и Гастоном Карре (схваченными и расстрелянными в 1942 году) стал одним из создателей и лидеров групп коммунистического Сопротивления в парижском регионе, которые в феврале 1942 года объединились в подконтрольную ФКП организацию «Фран-тирёры и партизаны» (Francs-Tireurs et Partisans, ФТП). Вместе с женой издавал подпольную газету Le Franc-tieur Parisien. Танги использовал подпольный псевдоним «Полковник Роль» в честь близкого друга Тео Роля, погибшего в Испании.
Некоторое время возглавлял ФТП в регионе Пуату-Анжу, затем в мае 1943 года возвращается в Париж, чтобы реорганизовать вместе с Йозефом Эпштейном и Эдуаром Валлераном местное подполье. В сентябре 1943 года был назначен представителем ФТП в Комитете действий против депортаций. В июне 1944 года Танги (под именем «полковник Роль») принял командование Французскими внутренними силами в регионе P1, то есть Иль-де-Франс. Сыграл большую роль в освобождении Парижа: по мере приближения к столице армий союзников его силы выступили организаторами Парижского восстания. Известно высказывание Танги, что «Париж стоит 200 000 убитых», если сумеет самостоятельно освободиться.
После пяти дней боёв немецкий генерал Дитрих фон Хольтиц уведомил полковника Роля о своей готовности к переговорам. Вместе с генералом Свободной Франции Филиппом Леклерком де Отеклоком Танги в присутствии членов Комитета военных действий (Comité d’Action Militaire) принял акт о капитуляции германского гарнизона 25 августа 1944 года, настояв на том, чтобы под ним стояла и его подпись. Как и многие члены Сопротивления, Танги позже добавил к своей официальной фамилии псевдоним военного времени Роль-Танги.

### После войны. В армии и коммунистической партии. Память
В конце августа 1944 года Роль-Танги вступил в ряды регулярной армии, а именно в 1-ю французскую армию генерала Жана де Латтра де Тассиньи и участвовал в завершающих боях в Германии. После окончания войны он получил Военный крест, Медаль Сопротивления и Орден Освобождения. Он оставался на военной службе во французской армии до 1962 года.
После армейской карьеры Роль-Танги вошёл в состав Центрального комитета Французской коммунистической партии, будучи его членом с 1964 до 1987 года. Жил в департаменте Луар и Шер. 
Он был президентом Национальной ассоциации ветеранов сопротивления (ANACR) и Ассоциации бывших французских добровольцев в республиканской Испании.
В 1994 году он получил Большой крест Почётного легиона, а в 1996 году — почётное гражданство Испании за участие в интернациональных бригадах. Он также был отмечен наградами других стран, среди которых Президентская медаль Свободы США и Орден Дружбы народов СССР.
Анри Роль-Танги умер 8 сентября 2002 года и получил церемонию прощания в Доме Инвалидов при участии Жака Ширака, недавно переизбранного президентом Франции.
В 2004 году его память была увековечена на площади Данфер-Рошро в Париже мемориальной доской, а одноимённая станция метро получила подзаголовок «Полковник Роль-Танги».
В фильме «Горит ли Париж?» его роль исполняет Бруно Кремер.

## Сочинения
- La Libération de Paris (1964)
- Le Parti communiste français dans la Résistance (1967)
- La Vérité sur la libération de Paris (1971)
- La Libération de Paris. Les 100 documents (1994)